# Ombre dal passato (film 1999)
Ombre dal passato (Motel Blue) è un film del 1999 diretto da Sam Firstenberg.

## Trama
L'agente Kyle Rivers del Dipartimento della Difesa degli Stati Uniti, viene incaricata di sorvegliare la collega Lana Howking, poiché si teme che essa possa vendere dei segreti sul traffico di armi a una potenza straniera. Perciò, Rivers viene mandata al Motel Blue, un piccolo albergo d'autostrada dove si è sistemata Lana Howking. La giovane agente entrerà così nella sua vita privata per indagare su du lei, in odor di tradimento.